# 河原町のジュリー
河原町のジュリー（かわらまちのジュリー、生年不詳 - 1984年（昭和59年）2月5日）は、1960年代から1980年代に主に京都府京都市四条河原町付近を徘徊していたホームレスの愛称。

## 生涯

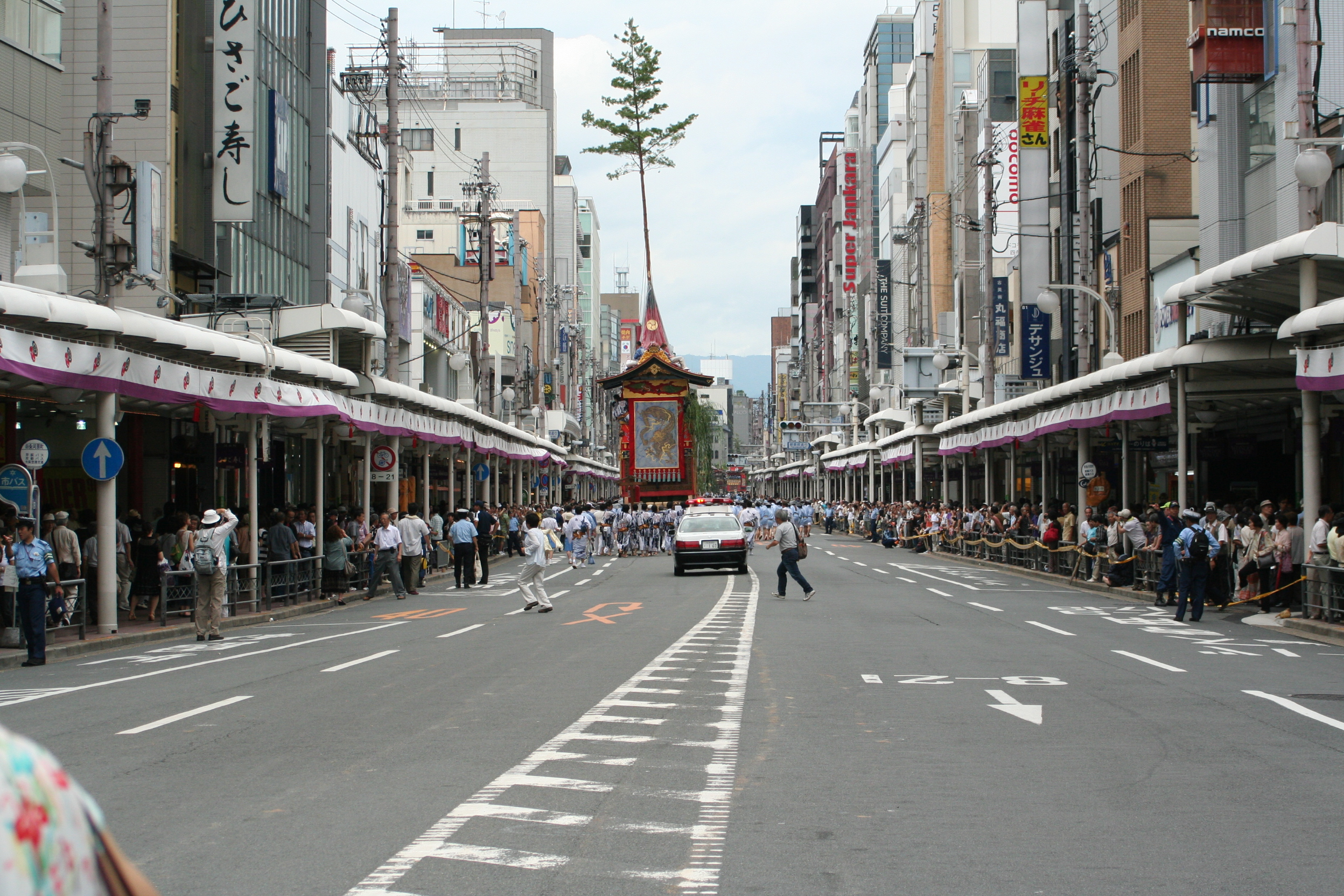
河原町通

本名・生年月日ともに不明（非公表）だが、死没時に66歳と報じられたことから、1917年もしくは1918年の生まれと推定される。出自に関しても生前に本人が語ることはなかったため、様々な噂が立っていたが、死後に判明したところでは、四国出身で、太平洋戦争に従軍し、復員後は実家の商売を継いだ。2年間ほど結婚生活を送っていた時期もあったが、1958年（昭和33年）頃に失踪し、音信不通となった。
その後、正確な時期は不明だが、河原町界隈に現れるようになり、いつしか地元出身の歌手、沢田研二のニックネームを冠され、「河原町のジュリー」と呼ばれるようになった。ジュリーと呼ばれるようになった由来については、当時の沢田によく似た長髪であったため、奇抜な服装で目立ちたがり屋だったため、などの説がある。やがて、「京の奇人」として若者向け雑誌で取り上げられたり、しばらく姿を消すと行方を問う投書が新聞に掲載されるなど、同時代の京都市民ならば知らない者のいないほどの有名人であり、当時を知る文化人が、少なからず彼について触れた文章を著している（「河原町のジュリー」を取り上げた作品と参考文献の節を参照）。
1984年2月5日早朝、円山公園内の祇園祭の山鉾収蔵庫前で凍死しているところを発見された。この年の京都は厳冬で、当日の気温は午前7時で氷点下2.9度であった。遺骨は親族によって引き取られた。

## 人物
ジュリーの特徴はその容姿にあった。ぼろぼろになった黒の背広を身にまとい、猫背で腕を組み、素足で河原町周辺を徘徊していた。肉付きがよく厚みのある体格で、顔は赤黒く、常に笑みを浮かべていた。そして何よりジュリーの特徴である長髪は、全く洗わないためにベトベトに汚れ、肩から背中までを覆っていた。
三条通のアーケードをねぐらに、独り言をつぶやきながら一日がかりで寺町通・四条通・河原町通・三条通の順にゆっくりと巡回した。そして、毎日同じ時刻・同じ場所で歩道柵にもたれかかって通行人をぼんやりと眺めるのが常であった。他人に危害を加えるようなことはなかったものの、時折通行人に突然大声で怒鳴ることがあったほか、目が合うと家まで追いかけてくると噂されていたので、ジュリーと遭った通行人は目を逸らし、道を譲ることが多かった。
人付き合いは苦手だったようで、ジュリーと直接話したことがあるという者は少ない。しかし、すり足でチョコチョコと歩く姿には愛嬌があり、付近の派出所の警官は「憎まれたとか、迷惑がられたとかの話はなかった」と述べている。近所のバーやスナックのママにもファンがおり、衣類や食物を与えていたという。

## 伝説化
河原町のジュリーは、2000年頃からインターネット上を中心にして再び話題に上るようになった。ジュリーには生前から「真っ白なバルキーセーターを着ているのを見た」・「本物のジュリーの曲を歌いながら歩いていた」といった伝説が生まれていたが、現実のジュリーの行動は他の浮浪者と特段異なるものではなく、前述の通り突然怒鳴られる等の恐怖から、避けられる存在でもあった。
一方で、この時期に語られる伝説は生前に語られていたジュリー像からは大きく変化している。例えば「かつては大金持ちであったが何らかの理由で浮浪者となった」あるいは「ジュリーは実は大金持ちで何らかの理由で浮浪者のふりをしている」といった伝説では、浮浪者となった（または浮浪者のふりをしている）理由として様々な説が語られているが、その多くは「世の無常を悟った」など哲学的な理由付けがなされているものが多い。そして、死に際しては、京都新聞で「大きく報道された」とされるし、その遺体は無縁仏として葬られ、市民有志によって追悼式が行われたとされている。死亡の理由も、無理解な行政の福祉職員が散髪させたため体温を保つ手段を失って凍死したという説が流布されている。
一介の浮浪者にニックネームが付けられて親しまれていたことが「京都ならでは」のことでリベラルな市民性の象徴と評され、ジュリーは、京都あるいは当時の京都を体現し象徴する存在として語られるようになっていった。そうであるから、ジュリーはただの浮浪者であってはならなかったし、あくまで天涯孤独で、地域の名士として扱われていなければならなかったとも言われる。
死後30年以上が経ち、生前のジュリーの印象は薄れるとともに、インターネットの普及によって様々な個人の記憶に基づく断片的な情報が繋ぎ合わされ取捨選択されていく中で、地域の名物男に過ぎなかった「河原町のジュリー」は、京都の気風や文化を象徴する「カリスマ」・「哲人」・「聖人」として伝説化されていった。

## 「河原町のジュリー」を取り上げた作品

### 小説
- 増山実 『ジュリーの世界』ポプラ社、2021年。

### エッセイ
- 坂木俊公 『死体洗いのアルバイト―病院の怪しい噂と伝説』 イーストプレス、2003年。
- 永浜敬子 『いなかもんの踏絵』 ぺんぎん書房、2004年。
- 鷲田清一 『京都の平熱-哲学者の都市案内』 講談社、2007年。

### マンガ
- うらたじゅん 「河原町のジュリー」『幻燈7』 北冬書房、2007年。
- グレゴリ青山 『ナマの京都』 メディアファクトリー、2004年。
- みうらじゅん 「河原町のジュリー」『見苦しいほど愛されたい』 文春文庫、2000年。

### 楽曲
- ローザ・ルクセンブルグ 「だけどジュリー」『ぷりぷり』、1986年。

### ゲーム
- 『天外魔境II 卍MARU』 ハドソン、1992年。